# UFC 253
UFC 253: Adesanya vs. Costa fue un evento de artes marciales mixtas producido por Ultimate Fighting Championship que tuvo lugar el 27 de septiembre de 2020 en el du Forum de la isla de Yas, Abu Dabi, Emiratos Árabes Unidos.

## Historia
Originalmente, se esperaba que el evento tuviera lugar el 19 de septiembre, pero se cambió al 26 de septiembre. UFC Fight Night: Covington vs. Woodley se llevó a cabo en la fecha anterior.
Si bien la organización no lo anunció oficialmente, una pelea de unificación del Campeonato de Peso Ligero de UFC entre el actual campeón Khabib Nurmagomedov y el campeón interino Justin Gaethje (también ex campeón de peso ligero de WSOF) estuvo brevemente vinculada al evento. Sin embargo, la fecha no se concretó y su gerente, Ali Abdelaziz, indicó que sus clientes aún se enfrentarían antes de finalizar el año. El enfrentamiento ahora ha sido programado para UFC 254.
Se espera que una pelea por el Campeonato de Peso Medio de UFC entre el actual campeón Israel Adesanya y Paulo Costa sirva como el evento principal. La pelea fue originalmente programada para UFC 248, pero Costa no pudo competir en la cartelera debido a una lesión. A su vez, Adesanya se enfrentó al ex retador al título (así como al medallista de plata olímpico en 2000 y excampeón mundial de lucha libre) Yoel Romero.
Un combate por el vacante Campeonato de Peso Semipesado de UFC entre Dominick Reyes y el excampeón de peso semipesado de KSW, Jan Błachowicz será el eveto coestelar de la noche. El dos veces excampeón Jon Jones dejó vacante el título el 17 de agosto, citando problemas con UFC sobre la negociación salarial y el deseo de competir en el peso pesado.
Ciryl Gane enfrentaría a Shamil Abdurakhimov en el evento. El encuentro estaba originalmente programado para UFC 249, pero Gane se vio obligado a retirarse después de contraer un neumotórax en el entrenamiento. Posteriormente, el encuentro se reprogramo para UFC 251 y fue cancelado por segunda vez ya que Abdurakhimov fue retirado de la pelea por razones no reveladas. A finales de agosto, la pelea se cambió de este evento a UFC Fight Night: Covington vs. Woodley una semana antes.
Se esperaba que Cláudia Gadelha enfrentara a Yan Xiaonan en el evento. Sin embargo, una lesión en la rodilla sufrida por Gadelha la descartó de la pelea. El encuentro fue reprogramado para UFC Fight Night 182.
Se esperaba una pelea de peso mosca entre Jordan Espinosa y David Dvořák. Sin embargo, fue reprogramada para UFC Fight Night: Covington vs. Woodley por razones no reveladas.
En los pesajes, Zubaira Tukhugov y Ľudovít Klein no dieron el peso para sus respectivos combates. Ambos pesaron 150 libras, 4 libras por encima del límite de la división de peso pluma. Ambos combates se llevaron en un peso acordado.

## Resultados
1. ↑  Por el Campeonato de Peso Medio de UFC.
2. ↑  Por el vacante Campeonato de Peso Semipesado de UFC.